# 圣马力诺 (加利福尼亚州)
圣马力诺（英語：San Marino, California）位於美國加利福尼亞州洛杉磯郡，是一個富裕而保守的小城市。根據2010年全美人口普查，該市共有13,147人，逾半數是亞裔人口，其中又以華裔佔大多數。此外，根據普查數據，圣马力诺的家庭年收入「中位數」達到$155,708美元。
1913年，美國鐵路大王「亨利·亨廷頓」以及二戰時期美國著名陸軍上將「喬治·巴頓」（血膽將軍）的家族共同建立了圣马力诺。早先該市居民多為律師、會計師和醫師等高專業程度的中上階級白人，晚近二、三十年開始有許多富裕的亞裔家庭移居。圣马力诺因此有「小比佛利山莊」的美名。
2001年，來自臺灣的林元清（Matthew Lin, M.D.）醫師（1973年移居美國）成為該市首位華裔市議員，並於2003年成為圣马力诺首位華裔市長。目前市議會的五名議員中，有三位是華裔：臺灣移民黃文谷醫師（Steven Huang, D.D.S.），現任市長、同樣來自臺灣的孫國泰醫師（Richard Sun, D.D.S.），以及香港移民翁家倫醫師（Allan Yung, M.D.）。值得一提的是，與美國許多小城市一樣，圣马力诺市長和副市長是由全體五位市議員依資歷相互推選產生（榮譽職）。
該市最著名的地標當屬漢庭頓圖書館，它集文、史、藝術品收藏和生態景觀園區於一身，是一個知名的教研機構。植物園包括：沙漠植物區、中國蘇州式園林（流芳園）和日式庭園（枯山水）等。漢庭頓圖書館的名稱源於其創立者「亨利·亨廷頓」。
圣马力诺各級學校隸屬於圣马力诺聯合學區，該學區整體表現一直蟬聯加州第一，目前該學區五名教育委員（School Board Members）中，有三人是亞裔，分別為韓裔的 Nam Sun Paik Jack 女士（兼主席），臺灣移民張志堅（Joseph Chang，兼副主席）以及同樣來自臺灣的嚴正博士（Jeng Yen, Ph.D.）。